# Dolmen von Herluflille
 Die drei Dolmen von Herluflille (auch Ravnstrup genannt) liegen östlich des Østerskov (Wald) von Glumsø auf der dänischen Insel Seeland. Die Dolmen entstanden im Neolithikum zwischen 3500 und 2800 v. Chr. als Megalithanlagen der Trichterbecherkultur (TBK).

## Runddysse von Herluflille By
Die freistehende Nordwest-Südost orientierte Kammer ist 2,6 m lang 1,1 m breit und 1,5 m hoch. Sie hat den Zugang im Südosten. Auf der Nordseite stehen zwei, auf der Südseite drei und auf der Westseite ein Tragstein. Der aufliegende Deckstein ist 2,5 m lang. Die Randsteine des Hügels sind bis zu 0,75 m hoch. Einige gehören wahrscheinlich nicht zu dem unter Schutz gestellten Dolmen.

## Langdysse von Herluflille By
Von dem Nordwest-Südost orientierten 12,0 × 5,5 m messenden Hünenbett sind primär 14 der Randsteine erhalten. Zwischen den Randsteinen im Südwesten liegen vier 0,3–0,4 m messende Steine. Ein Schälchen befindet sich auf dem verlagerten Deckstein.

## Runddysse von Herluflille Bøgede
Die rechteckige Nordost-Südwest orientierte Kammer des Urdolmens besteht aus vier Tragsteinen ohne Deckstein. Die Kammer misst außen etwa 1,1 × 0,65 m, innen etwa 0,75 × 0,50 m. Sie hat eine Tiefe von 0,65 bis 0,80 m. Der nordöstliche Stein ist gespalten und ein Teil steht etwas in die Kammer vor. Die Kammer ist von einem ovalen Kreis von 6,5 × 7,5 m Durchmesser, aus 15 bis 16 Randsteinen von 0,6 bis 0,7 m Höhe umgeben.